# Dwight Morrow
Dwight Whitney Morrow (Huntington, 11 de janeiro de 1873 - Englewood (Nova Jérsei), 5 de outubro de 1931) foi político e diplomata estadunidense que atuou mais proeminentemente como embaixador no México mediando o conflito religioso na Guerra Cristera (1926 –29), mas também contribuindo para um abrandamento do conflito entre os dois países sobre o petróleo. A missão Morrow ao México foi um "passo importante na 'retirada do imperialismo'".  Ele era o pai de Anne Morrow e sogro de Charles A. Lindbergh. Foi também Senador de Nova Jérsei, ainda na 2ª Classe.